# Bălan

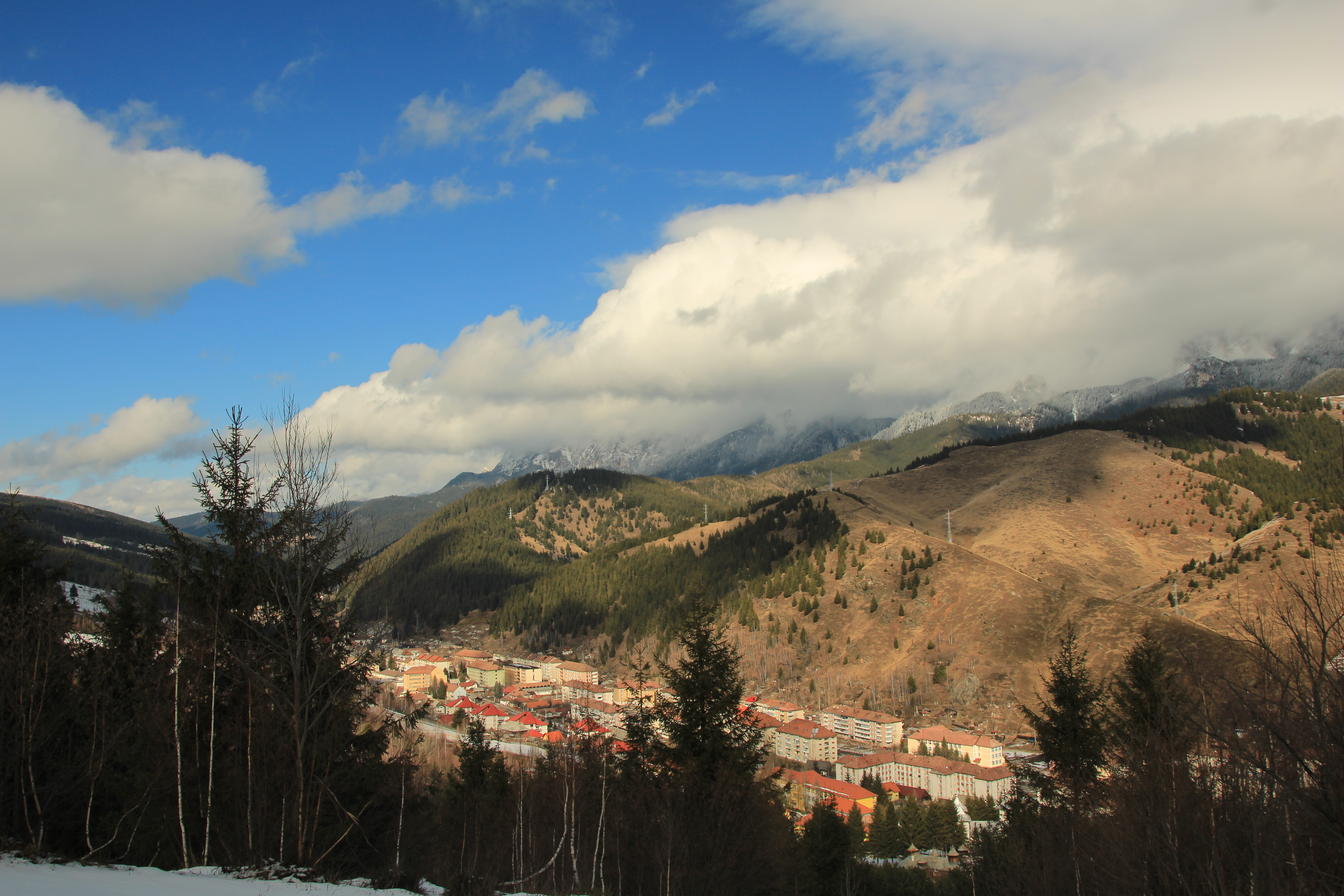
Foto Panorâmica da cidade de Bălan

Bălan é uma cidade da Romênia com 9295 habitantes, localizada no distrito de Harghita.